# Liste der Generale und Admirale der Vereinigten Staaten im Zweiten Weltkrieg
Vom 7. Dezember 1941, dem Tag des Angriffs auf Pearl Harbor, bis zum 2. September 1945, dem Tag der Unterzeichnung der japanischen Kapitulation, wurden ca. 1400 US-Offiziere zum Brigadier General (1 Stern) befördert, ca. 500 zum Major General (2 Sterne), 57 zum Lieutenant General (3 Sterne), 13 zum General (4 Sterne), 4 zum General of the Army (5 Sterne) und 3 zum Fleet Admiral (5 Sterne):

## Brigadier General/Commodore
(Liste sehr unvollständig) 
| Brigadier Generals    |                         |             |                 | |
| Datum der Beförderung | Name                    | Lebensdaten | Teilstreitkraft | Bemerkungen |
| 17. Dezember 1941     | Theodore Roosevelt, Jr. | 1887–1944   | USA             | Kommandeur des 26. US-Infanterieregiments, 1. US-Infanteriedivision; assistierender Divisionskommandeur der 4. US-Infanteriedivision, Sohn des 26. US-Präsidenten Theodore Roosevelt (1901–1909) |
| 1. November 1942      | Haydon L. Boatner       | 1900–1977   | USA             | Chief of Staff China, Indien, Burmakriegsschauplatz |
| 25. Dezember 1942     | La Verne G. Saunders    | 1903–1988   | USAAF           | Kommandierender General des VII. Bomberkommandos und Chief of Staff der Seventh Air Force |
| 19. Mai 1944          | John E. McCammon        | ?           | USA             | ? |
| 20. Januar 1945       | Elliott Roosevelt       | 1910–1990   | USAAF           | Bombardier (Crewmitglied eines Bombers) |

## Major General/Rear Admiral
(Liste noch unvollständig)
| Major Generals/Rear Admirals |                      |             |                 | |
| Datum der Beförderung        | Name                 | Lebensdaten | Teilstreitkraft | Bemerkungen |
| Januar 1942                  | Clarence L. Tinker   | 1887–1942   | USAAF           | Brigadier General am 1. Oktober 1940; Kommandierender General der Seventh Air Force |
| Mai 1942                     | Norman Scott         | 1889–1942   | USN             | Kommandeur des Flaggschiffs in der Seeschlacht von Guadalcanal und währenddessen getötet |
| 15. Mai 1942                 | Carleton H. Wright   | 1892–1973   | USN             | Kommandeur der Task Force 67 |
| 21. Juni 1942                | Charles W. Ryder     | 1892–1960   | USA             | Kommandierender General der 34th Infantry Division und des IX Corps |
| Juni 1942                    | John W. Reeves       | 1888–1967   | USN             | Kommandant der Wasp, ab März 1944 Kommandeur der Carrier Division Four |
| 9. August 1942               | Manton S. Eddy       | 1892–1962   | USA             | Kommandierender General 9. US-Infanteriedivision, ab August 1944 Kommandeur des XII. US-Korps |
| 7. August 1942               | Daniel J. Callaghan  | 1890–1942   | USN             | 1941 Kommandant der San Francisco, später Kommandeur der Task Group 67.4 in der Seeschlacht von Guadalcanal und währenddessen getötet                                                                  |
| 8. September 1942            | Henry S. Aurand      | 1894–1980   | USA             | Kommandierender General 6. US-Unterstützungskommando |
| September 1942               | Frank W. Milburn     | 1862–1962   | USA             | Kommandierender General der 83rd Infantry Division, später des XXI Corps |
| Oktober 1942                 | Julian C. Smith      | 1885–1975   | USMC            | Kommandierender General der 2. US-Marineinfanteriedivision |
| Februar 1943                 | Calvin T. Durgin     | 1893–1965   | USN             | Kommandeur der Task Group 77.4 vor Iwo Jima und Okinawa, nach dem Krieg Direktor des Board of Inspection and Survey                                                                                    |
| 10. März 1943                | Claire Lee Chennault | 1890–1958   | USAAF           | Kommandierender General der Fourteenth Air Force |
| 12. März 1943                | Clarence R. Huebner  | 1888–1972   | USA             | Kommandant des U.S. Army Infantry Replacement Center; später Kommandeur der 1st Infantry Division und Kommandierender General des V Corps                                                              |
| 13. März 1943                | Clayton L. Bissell   | 1896–1972   | USAAF           | assistierender Stabschef für nachrichtendienstliche Erkenntnisse unter Henry H. Arnold |
| Juli 1943                    | Arthur W. Radford    | 1896–1973   | USN             | Kommandeur der Trägerdivision 11; nach dem Krieg Vorsitzender der Joint Chiefs of Staff |
| 22. August 1943              | Henry M. Mullinnix   | 1892–1943   | USN             | Kommandant der Task Group 52.3, während der Schlacht um die Gilbert-Inseln mit der Liscome Bay untergegangen                                                                                           |
| 1. November 1943             | Arthur D. Struble    | 1894–1963   | USN             | Stabschef von Alan G. Kirk, dem Oberbefehlshaber der Western Naval Task Force bei der Operation Overlord, später Kommandeur amphibischer Kräfte bei der Seventh Fleet im Pazifik                       |
| November 1943                | Forrest P. Sherman   | 1896–1951   | USN             | stellvertretender Stabschef des Kommandeurs der US-Pazifikflotte, Chester W. Nimitz; nach dem Krieg Chief of Naval Operations                                                                          |
| 26. Dezember 1943            | William H. Rupertus  | 1889–1945   | USMC            | Kommandierender General der 1. US-Marineinfanteriedivision |
| 31. Januar 1944              | Joseph J. Clark      | 1893–1971   | USN             | Kommandant des Flugzeugträgers Yorktown, später Kommandeur der Task Force 58 |
| Januar 1944                  | William M. Fechteler | 1896–1967   | USN             | Kommandant der Indiana, später Kommandeur der Amphibious Group 8 der Seventh Fleet; nach dem Krieg Chief of Naval Operations                                                                           |
| 22. Februar 1944             | Emmet O’Donnel       | 1906–1972   | USAAF           | Kommandierender General des 73d Bomb Wing u. a. bei den ersten Angriffen auf Tokio am 24. November 1944                                                                                                |
| März 1944                    | Hoyt S. Vandenberg   | 1899–1954   | USAAF           | stellvertretender Kommandeur (Luft) der Allied Expeditionary Force und deren US-Komponente; ab August 1944 Kommandierender General der Ninth Air Force; nach dem Krieg Chief of Staff of the Air Force |
| 31. März 1944                | Maxwell D. Taylor    | 1901–1987   | USA             | Brigadier General 4. Dezember 1942; Kommandierender General der 101. US-Luftlandedivision, nach dem Krieg Chief of Staff of the Army und Vorsitzender der Joint Chiefs of Staff                        |
| 28. April 1944               | Elwood R. Quesada    | 1904–1993   | USA             | Kommandierender General des IX Tactical Air Command |
| 22. Mai 1944                 | Archibald V. Arnold  | 1889–1973   | USA             | Kommandierender General der 7. US-Infanteriedivision |
| 22. Mai 1944                 | John W. O’Daniel     | 1894–1975   | USA             | Kommandierender General der 3. US-Infanteriedivision |
| 1944                         | William H. P. Blandy | 1890–1954   | USN             | Kommandeur der Group 1, Amphibious Force, Pacific Fleet |
| Mai/Juni 1944                | Felix B. Stump       | 1894–1972   | USN             | Kommandeur der Task Unit 52.11.2 und der Carrier Division 24; nach dem Krieg Kommandeur der US-Pazifikflotte und des US Pacific Command                                                                |
| Juni 1944                    | John E. Wilkes       | 1895–1957   | USN             | Kommandeur der US-Marineeinrichtungen in Frankreich |
| Juni/Juli 1944               | Clifton Sprague      | 1896–1955   | USN             | Kommandeur der Carrier Division 25 |
| Juni/Juli 1944               | Thomas L. Sprague    | 1894–1972   | USN             | Kommandeur der Trägerdivision 3 auf Okinawa |
| August 1944                  | Maurice Rose         | 1899–1945   | USA             | Kommandierender General der 3. US-Panzerdivision |
| 5. September 1944            | Frank D. Merrill     | 1903–1955   | USA             | Kommandeur der Spezialeinheit Merrill's Marauders im Burmafeldzug |
| 8. November 1944             | Kenneth B. Wolfe     | 1896–1971   | USAAF           | Kommandierender General des 20. US-Bomberkommandos und später der Fifth Air Force |
| November 1944                | William J. Donovan   | 1883–1959   | USA             | Coordinator of Information; ab 1942 Leiter des Office of Strategic Services (OSS), dem Vorläufer der Central Intelligence Agency                                                                       |
| 12. November 1944            | William H. Arnold    | 1901–1976   | USA             | Kommandierender General der Americal Division |
| 15. November 1944            | James A. Van Fleet   | 1892–1992   | USA             | Brigadier General 1944; Kommandierender General der 90. US-Infanteriedivision sowie des III Corps |
| November 1944                | Jerauld Wright       | 1898–1995   | USN             | Kommandeur der Amphibious Group 5; nach dem Krieg Kommandeur der US Naval Forces Eastern Atlantic and Mediterranean                                                                                    |
| 22. März 1945                | Lewis A. Pick        | 1890–1956   | USA             | Chief Road Engineer im Burmafeldzug; nach dem Krieg Chief of Engineers des US Army Corps of Engineers                                                                                                  |
| 4. Juni 1945                 | Lauris Norstad       | 1907–1988   | USAAF           | Kommandierender General der Twentieth Air Force und stellvertretender Stabschef des Air Staff; nach dem Krieg Supreme Allied Commander Europe                                                          |

## Lieutenant General/Vice Admiral
(Liste noch unvollständig)
| Lieutenant Generals/Vice Admirals |                         |             |                 | |
| Datum der Beförderung             | Name                    | Lebensdaten | Teilstreitkraft | Bemerkungen |
| 5. Dezember 1939                  | John Lesesne DeWitt     | 1880–1962   | USA             | Kommandeur des Western Defense Command |
| 8. Februar 1941                   | Walter C. Short         | 1880–1949   | USA             | Kommandeur der Landstreitkräfte auf Hawaii während des Angriffs auf Pearl Harbor |
| 9. Juli 1941                      | Lesley J. McNair        | 1883–1944   | USA             | Kommandierender General der US Army Ground Forces; ranghöchster US-Offizier, der im Zweiten Weltkrieg getötet wurde |
| 19. September 1941                | Frank M. Andrews        | 1884–1943   | USAAF           | Kommandierender General des Caribbean Defense Command, dem Vorläufer des US Pacific Command |
| 26. September 1941                | Malin Craig             | 1875–1945   | USA             | Chief of Staff of the Army und General von 1935 bis zum 31. August 1939, dann in den Ruhestand, am 26. September 1941 als Lieutenant General reaktiviert und nach seinem Tod am 26. Juli 1945 postum zum General befördert |
| 5. Januar 1942                    | George H. Brett         | 1886–1963   | USAAF           | Kommandeur der Alliierten Luftstreitkräfte im Westpazifik |
| 26. Juni 1942                     | Frank Jack Fletcher     | 1885–1973   | USN             | Kommandeur Nordpazifik |
| 15. Oktober 1942                  | Robert L. Eichelberger  | 1886–1961   | USA             | Kommandierender General des I Corps |
| November 1942                     | Lloyd R. Fredendall     | 1883–1963   | USA             | Kommandeur der Central Task Force während der Operation Torch; Kommandierender General des XI Corps und später der 2. US-Armee                                                                                             |
| 4. Mai 1943                       | Simon B. Buckner, Jr.   | 1886–1945   | USA             | Kommandierender General der 10. US-Armee; ranghöchster Field Commander, der im Zweiten Weltkrieg getötet wurde |
| Juli 1943                         | John S. McCain, Sr.     | 1884–1945   | USN             | Kommandeur unter William F. Halsey im Pazifikkrieg |
| 13. September 1943                | Ira C. Eaker            | 1896–1987   | USAAF           | Kommandierender General der Eighth Air Force |
| 13. Oktober 1943                  | William H. Simpson      | 1888–1980   | USA             | Kommandierender General der 9. US-Armee |
| 14. Februar 1944                  | Walter Bedell Smith     | 1895–1961   | USA             | Stabschef Dwight D. Eisenhowers |
| 20. Februar 1944                  | Richard K. Sutherland   | 1893–1966   | USA             | Stabschef Douglas MacArthurs |
| 21. Februar 1944                  | Raymond A. Wheeler      | 1885–1974   | USA             | stellvertretender Supreme Allied Commander South East Asia unter Louis Mountbatten, 1. Earl Mountbatten of Burma; nach dem Krieg Chief of Engineers des US Army Corps of Engineers                                         |
| 13. März 1944                     | James H. Doolittle      | 1896–1993   | USAAF           | Kommandierender General der Eighth Air Force; Doolittle Raid |
| 15. März 1944                     | Holland M. Smith        | 1882–1967   | USMC            | Kommandierender General Fleet Marine Force Pacific |
| 21. März 1944                     | Marc A. Mitscher        | 1887–1947   | USN             | Kommandeur der Fast Carrier Task Force |
| 28. April 1944                    | Lewis H. Brereton       | 1890–1967   | USAAF           | Kommandierender General der Ninth Air Force sowie der 1. Alliierten Luftlandearmee |
| 28. April 1944                    | Barney M. Giles         | 1892–1984   | USAAF           | Kommandierender General der Army Air Forces im Pacific Ocean Area |
| 18. August 1944                   | Alexander M. Patch      | 1889–1945   | USA             | Kommandierender General der 7. US-Armee |
| 2. September 1944                 | Daniel I. Sultan        | 1885–1947   | USA             | Stabschef Joseph W. Stilwells; ab 27. Oktober 1944 Kommandierender General der US-Truppen im Burmafeldzug |
| 2. September 1944                 | Lucian K. Truscott      | 1895–1965   | USA             | Kommandierender General der 5. US-Armee |
| 15. September 1944                | Theodore S. Wilkinson   | 1888–1946   | USN             | Kommandeur der 3rd Amphibious Force |
| 7. November 1944                  | Wilhelm D. Styer        | 1893–1975   | USA             | Mitglied des Military Policy Committee (Manhattan-Projekt) |
| 7. Dezember 1944                  | Jesse B. Oldendorf      | 1887–1974   | USN             | Kommandeur des 1. Schlachtschiffgeschwaders |
| 9. Dezember 1944                  | Daniel E. Barbey        | 1889–1969   | USN             | Kommandeur der 7th Amphibious Force |
| 1. Januar 1945                    | Albert C. Wedemeyer     | 1897–1989   | USA             | Kommandierender General des chinesischen Kriegsschauplatzes |
| 1. Januar 1945                    | Leonard T. Gerow        | 1888–1972   | USA             | Oberbefehlshaber der 15. US-Armee |
| 17. März 1945                     | Harold L. George        | 1893–1986   | USAAF           | Oberbefehlshaber des Air Transport Command |
| 17. März 1945                     | John K. Cannon          | 1895–1955   | USAAF           | Kommandierender General Mediterranean Allied Air Force |
| 14. April 1945                    | Oscar W. Griswold       | 1886–1959   | USA             | Kommandierender General des XIV Corps |
| 15. April 1945                    | Walton H. Walker        | 1889–1950   | USA             | Kommandierender General der 3rd Armored Division und später des XX Corps |
| 15. April 1945                    | J. Lawton Collins       | 1896–1987   | USA             | Kommandierender General des VII Corps |
| 15. April 1945                    | Wade H. Haislip         | 1889–1971   | USA             | Kommandierender General des XV Corps |
| 15. April 1945                    | Levin H. Campbell, Jr.  | 1886–1976   | USA             | Chief of Ordnance |
| 15. April 1945                    | Eugene Reybold          | 1884–1961   | USA             | Chief of Engineers |
| 17. April 1945                    | Lucius D. Clay          | 1898–1978   | USA             | stellvertretender Militärgouverneur in Deutschland |
| 17. April 1945                    | Geoffrey Keyes          | 1888–1967   | USA             | Kommandierender General des II Corps |
| 28. Mai 1945                      | George E. Stratemeyer   | 1890–1969   | USAAF           | Kommandeur der Luftoperationen in China |
| 3. Juni 1945                      | Willis D. Crittenberger | 1890–1980   | USA             | Kommandierender General IV Corps |
| 3. Juni 1945                      | Alvan C. Gillem, Jr.    | 1890–1954   | USA             | Kommandierender General XIII Corps |
| 4. Juni 1945                      | Matthew B. Ridgway      | 1895–1993   | USA             | Kommandierender General des XVIII Airborne Corps; nach dem Krieg Supreme Allied Commander Europe und dann Chief of Staff of the Army                                                                                       |
| 4. Juni 1945                      | Charles P. Hall         | 1886–1953   | USA             | Kommandierender General XI Corps |
| 5. Juni 1945                      | Ennis C. Whitehead      | 1895–1964   | USAAF           | Kommandierender General der Fifth Air Force |
| 5. Juni 1945                      | Troy H. Middleton       | 1889–1976   | USA             | Kommandierender General des VIII Corps |
| 5. Juni 1945                      | Nathan F. Twining       | 1897–1982   | USAAF           | Kommandierender General der Twentieth Air Force; nach dem Krieg Chief of Staff of the Air Force und später Vorsitzender der Joint Chiefs of Staff                                                                          |
| 5. Juni 1945                      | LeRoy Lutes             | 1890–1980   | USA             | Chef des Stabes und Stellvertreter des Kommandierenden Generals, Army Service Forces |
| 6. Juni 1945                      | John R. Hodge           | 1893–1963   | USA             | Kommandierender General XXIV Corps |
| 6. Juni 1945                      | John E. Hull            | 1895–1975   | USA             | Direktor der Operations Division |
| 13. Juli 1945                     | Frederick C. Sherman    | 1888–1957   | USN             | Kommandeur der Fast Carrier Task Force; nach dem Krieg Kommandeur der 5. US-Flotte |

## General/Admiral
| Generals/Admirals                               |                         |             |                 | |
| Datum der Beförderung                           | Name                    | Lebensdaten | Teilstreitkraft | Bemerkungen |
| 1. Juli 1942                                    | Royal E. Ingersoll      | 1883–1976   | USN             | Commander-in-Chief, US Atlantic Fleet (CINCLANT; 1941–1944); Deputy Commander-in-Chief, US Fleet und Deputy Chief of Naval Operations (DCOMINCH-DCNO; 1944–1945)           |
| 1. August 1942                                  | Claude C. Bloch         | 1878–1967   | USN             | Kommandeur 14th Naval District Hawaii |
| 4. Februar 1944                                 | Raymond A. Spruance     | 1886–1969   | USN             | Kommandeur der 5. US-Flotte |
| 1. August 1944                                  | Joseph Stilwell         | 1883–1946   | USA             | Oberbefehlshaber der US-Truppen in China, Burma und Indien; Kommandierender General der 10. US-Armee                                                                       |
| 15. November 1944                               | Jonas H. Ingram         | 1886–1952   | USN             | Commander-in-Chief, US Atlantic Fleet (1944–1946) |
| 15. Dezember 1944                               | Frederick J. Horne      | 1880–1959   | USN             | Vice Chief of Naval Operations (1942–1945) |
| 5. März 1945                                    | Walter Krueger          | 1881–1967   | USA             | Kommandierender General der 6. US-Armee im Pazifikkrieg |
| 6. März 1945                                    | Brehon B. Somervell     | 1892–1955   | USA             | Kommandierender General der US Army Service Forces |
| 7. März 1945                                    | Joseph T. McNarney      | 1893–1972   | USA             | Kommandierender General der US-Truppen im Mediterranean Theater of Operations; nach dem Krieg Militärgouverneur in der US-Besatzungszone                                   |
| 8. März 1945                                    | Jacob L. Devers         | 1887–1979   | USA             | Kommandierender General der 6th Army Group |
| 9. März 1945                                    | George C. Kenney        | 1889–1977   | USAAF           | Kommandierender General der Fifth Air Force und der alliierten Luftstreitkräfte im Südwestpazifik unter Douglas MacArthur                                                  |
| 10. März 1945                                   | Mark W. Clark           | 1896–1984   | USA             | Kommandierender General der 5. US-Armee |
| 11. März 1945                                   | Carl A. Spaatz          | 1891–1974   | USAAF           | Kommandierender General der US Strategic Air Forces in Europe und später der US Strategic Air Forces in the Pacific; nach dem Krieg erster Chief of Staff of the Air Force |
| 12. März 1945                                   | Omar N. Bradley         | 1893–1981   | USA             | Kommandierender General der 12. US-Heeresgruppe; nach dem Krieg Chief of Staff of the Army und Vorsitzender der Joint Chiefs of Staff                                      |
| 13. März 1945                                   | Thomas T. Handy         | 1892–1982   | USA             | assistierender Stabschef im US-Kriegsministerium |
| 3. April 1945                                   | H. Kent Hewitt          | 1887–1972   | USN             | Kommandeur der amphibischen Streitkräfte der US-Atlantikflotte |
| 3. April 1945                                   | Thomas C. Kinkaid       | 1888–1972   | USN             | Kommandeur der 7. US-Flotte |
| 4. April 1945 (gültig bereits ab 21. März 1945) | Alexander A. Vandegrift | 1887–1973   | USMC            | Kommandierender General der 1. US-Marineinfanteriedivision und Commandant of the Marine Corps                                                                              |
| 14. April 1945                                  | George S. Patton        | 1885–1945   | USA             | Kommandierender General der 3. US-Armee |
| 15. April 1945                                  | Courtney Hicks Hodges   | 1887–1966   | USA             | Kommandierender General der 1. US-Armee |
| 24. Mai 1945                                    | Richmond K. Turner      | 1885–1961   | USN             | Kommandeur 5th Amphibious Forces im Pazifikkrieg |
| 5. September 1945                               | Jonathan M. Wainwright  | 1883–1953   | USA             | Kommandeur der US-Truppen auf den Philippinen unter Douglas MacArthur; drei Tage nach der japanischen Kapitulation an Bord der Missouri befördert                          |

## General of the Army/Fleet Admiral
| General of the Army/Fleet Admiral                  |                      |             |                 | |
| Datum der Beförderung                              | Name                 | Lebensdaten | Teilstreitkraft | Bemerkungen |
| 15. Dezember 1944 (gültig bereits ab 15. November) | William D. Leahy     | 1875–1959   | USN             | Chief of Staff to the Commander-in-Chief of the Army and Navy (Vorläufer des Vorsitzenden der Joint Chiefs of Staff)             |
| 16. Dezember 1944                                  | George C. Marshall   | 1880–1959   | USA             | Chief of Staff of the Army (CSA)                                                                                                 |
| 17. Dezember 1944                                  | Ernest J. King       | 1878–1956   | USN             | Commander-in-Chief, United States Fleet und Chief of Naval Operations (CNO)                                                      |
| 18. Dezember 1944                                  | Douglas MacArthur    | 1880–1964   | USA             | Supreme Allied Commander in the South West Pacific Area (SACSWPA)                                                                |
| 19. Dezember 1944                                  | Chester W. Nimitz    | 1885–1966   | USN             | Commander-in-Chief, Pacific Ocean Areas (CINCPOA) und Commander-in-Chief, US Pacific Fleet (CINCPAC)                             |
| 20. Dezember 1944                                  | Dwight D. Eisenhower | 1890–1969   | USA             | Supreme Allied Commander Europe                                                                                                  |
| 21. Dezember 1944                                  | Henry H. Arnold      | 1886–1950   | USAAF           | Deputy Chief of Staff of the Army (Air) bzw. Chief of Staff of the Army Air Forces; 1949 umgewandelt in General of the Air Force |

Der Datumsunterschied von je einem Tag diente dazu, eine eindeutige, nach Dienstalter gestaffelte Rangfolge (Anciennität) sicherzustellen. Außerdem wurden immer ein Admiral und ein General im Wechsel ernannt, um keine der beiden Teilstreitkräfte US Army und US Navy (eigenständige Luftstreitkräfte gibt es erst seit 1947) zu benachteiligen.